# أسماء الأحمدي
أسماء بنت مقبل بن عوض الأحمدي هي كاتبة أكاديمية وناقدة سعودية.

## المؤهلات العلمية والخبرات
تحمل الدكتورة الأحمدي درجة الدكتوراه في الفلسفة - تخصص اللغة العربية وآدابها، وهي تعمل حالياً في وظيفة أستاذ مساعد في قسم الثقافة الإسلامية والمهارات اللغوية في كلية العلوم والآداب بجامعة الملك عبد العزيز منذ عام 1434هـ، وسابقاً كانت معلمة تعليم عام للغة العربية من عام 1428هـ إلى عام 1434هـ.

## أعمالها
صدر لها كتاب «إشْكَاليَّات الذَّات السَّارِدَة فِي الرِّوَاية النَّسائيَّة السُّعوديَّة - 1999م-2012م - دراسة نقديةً» عن الدار العربية للعلوم ناشرون عام 2020م، وكتاب «ظاهرة الرَّحيل في القصة القصيرة في المملكة العربية السُّعوديَّة - دراسة فنية» عام 2013م عن نادي الجوف الأدبي، ومؤسسة الانتشار العربي ببيروت. بالإضافة إلى مجموعة قصصية بعنوان «بينهما برزخ..» صدرت عام 2017م عن نادي جازان الأدبي، والدار العربية للعلوم ناشرون. كما كتبت بعض النُّصوص القصصيَّة المنشورة في كتاب مشترك لنخبة من الكتاب العرب بعنوان: «شذرات القوافي»، الصادر عام 2017م عن دار قلم الخيّال للنشر والتوزيع. وقد عملت على عدد من الأبحاث العلميَّة المحكَّمة والمشاركات الأدبيَّة، وغيرها من النصوص والدراسات المنشورة في الصُّحف والمجلات المحليَّة والعربيَّة.

## الجوائز
حصلت أسماء الاحمدي على جائزة الشارقة لإبداعات المرأة الخليجية عام 2019م، كما فازت عام 2021م بجائزة الشيخ زايد للكتاب عن فرع المؤلِّف الشاب، عن دراسة بعنوان «إشْكَاليَّات الذَّات السَّارِدَة فِي الرِّوَاية النَّسائيَّة السُّعوديَّة -1999م-2012م - دراسة نقديةً»، الصادرة عن الدار العربية للعلوم ناشرون عام 2020م.